# Vanilla vellozoi
Vanilla vellozoi är en orkidéart som beskrevs av Robert Allen Rolfe. Vanilla vellozoi ingår i släktet Vanilla och familjen orkidéer. Inga underarter finns listade i Catalogue of Life.